# Hoia hoi
Hoia hoi – gatunek widłonoga z rodziny Chondracanthidae; jedyny przedstawiciel rodzaju Hoia. Gatunek i rodzaj opisali w 1986 roku rosyjscy (radzieccy) zoolodzy G.W. Awdiejew i Wasilij Nikiticz Kazaczenko. Okazy typowe znaleziono na łukach skrzelowych ryb z rodzaju Lophiomus (rodzina żabnicowatych) odłowionych na południe od Japonii oraz na Miluoki bank u wybrzeży Hawajów.